# 二十六人官
二十六人官 (ラテン語: vigintisexviri、単数形: vigintisexvir) は共和政ローマにおけるコレギウムの1つ。ラテン語 vigintisexviri は「26人の人」という意味である。

## 概要
以下の6部門に分かれていた。 
- 民事訴訟十人裁判官（decemviri Stlitibus Iudicandis）
- 司法三人官 (tresviri capitales) - ノクトゥルニ (nocturni) とも呼ばれる。犯罪者の逮捕や裁判、刑の執行や財産の没収など、警察・司法を担当した[1]。
- 鋳貨三人官 (tresviri aere argento auro flando feriundo) - 財務官の配下にあって貨幣の鋳造を担当した。tresviri monetales ともいう。
- 市内道路保全四人官 (quattuorviri viis in urbe purgandis) - ローマ市内の道路維持管理を監督した。「quattuorviri」は四人官の意。quattuorviri viarum curandarum ともいう。
- 市外道路保全二人官 (duoviri viis extra urbem purgandis) - ローマ近郊の道路維持管理を監督した。「duoviri」は二人官の意。duoviri curatores viarum ともいう。
- カプア・クーマエ長官 (praefecti Capuam Cumas) - カンパニア属州のカプアとクーマエに送られた行政官。4人。

共和政ローマにおいては、二十六人官は栄達を望むノビレスの子弟にとっての足がかり (クルスス・ホノルム) であり、若き日のガイウス・ユリウス・カエサルも市外道路保全二人官となってアッピア街道の修復を行っている。 
他にも随時選出される、
- 聖務担当十人委員会 (decemviri Sacris Faciundis)、シビュラの書を管理し、国家危機の際にその解読を行う。後15人に増員。
- 植民市建設三人委員（triumviri coloniae deducendae）、植民市を建設する際選出される。
- 土地分配十人委員会（decemviri agris dandis assignandis）、公有地（ager publics）を測量、分配する。場合によって人数は変動する。

などがあった。
プリンキパトゥス期に入ると、アウグストゥス帝は市外道路保全二人官とカプア・クーマエ長官を廃止したことから、二十六人官は二十人官 (vigintiviri) に再編された。さらに、紀元13年には元老院は元老院議決によりエクィテスが二十人官となることを制限した。 